# 정수영 (1743년)
정수영(鄭遂榮, 1743년 ~ 1831년)은 조선의 화가이다. 자는 군방, 호는 지우재이며, 본관은 하동이다. 정상기의 증손자이다. 특히 산수화를 잘 그렸으며, 《조선 고적도보》에 그의 작품 〈춘강소주도〉, 〈금강산 분설담도〉 등이 실려 있다.